# Druvan, Norrköping
Druvan är en byggnad i Norrköping, som ligger vid Carl Johans park och Sveaplatsen på Drottninggatan i Saltängen. Den är i två våningar och har en u-formad byggnadskropp med putsad fasad med dekorativa inslag av 1920-talsklassicism. Gavlarna mot Drottninggatan är gjorda som reliefdekorerade tempelgavlar. 
Druvan ritades av Kjell Westin och uppfördes 1927-1929 på en plats, där tidigare krogen "Bror Nyter", också kallad "Skuljons", låg. Den uppfördes av Norrköpings Restaurant AB -för att inrymma restaurang, butik och bostäder. Restaurang Druvan var indelad i en finare andraklassrestaurang med festvåning en trappa upp, med väggmålningar av Einar Forseth, samt i nedervåningen en tredjeklassrestaurang, med väggmålningar av Yngve Lundström. 
Granne till restaurang Druvan låg en systembolagsbutik. År 1938 övertogs Druvan av Ösaras moderbolag, restaurangkedjan Sveriges Allmänna Restaurangaktiebolag. 
Efter avvecklingen av motbokssystemet 1955 omändrades tredjeklassrestaurangen till bierstuben Galejan och senare gjordes inredningen om på temat High Chaparral. Restaurangverksamheten slog igen 1978, varefter byggnaden efter åratal av förfall renoverades 2004 till kontorshus, med Folktandvården Druvan som hyresgäst.